# Schleifmühle (Geiselwind)
Schleifmühle (anhörenⓘ; fränkisch: Schleufmühl) ist ein Gemeindeteil des Marktes Geiselwind im unterfränkischen Landkreis Kitzingen. Schleifmühle liegt in der Gemarkung Geiselwind.

## Geografische Lage
Anstelle der Einöde befindet sich eine Hotelanlage, an die unmittelbar südlich Weiher angrenzen, die von der Ebrach gespeist werden. Im Norden jenseits der Wiesentheider Straße (= Staatsstraße 2260) liegt der Freizeit-Land Geiselwind. Die St 2260 führt an der Theuerleinsmühle vorbei nach Gräfenneuses (1,7 km nordwestlich) bzw. an der Schnackenmühle vorbei nach Geiselwind (1,4 km südöstlich).

## Geschichte
Der Ortsname der Mühle verweist auf die ehemalige Nutzung der Anlage. So handelte es sich um ein „wassergetriebenes Schleifwerk“. Erst nach 1834 wurde die namensgebende Funktion nicht mehr erwähnt. Vermutlich hatte die Schleifmühle wegen der moderneren Waffentechnik ausgedient. Wahrscheinlich wurde die Mühle von den Fürsten zu Schwarzenberg betrieben, die hier ihre Waffen erneuern ließen.
Erstmals erwähnt wurde die Mühle in einem Zinsbuch der Herren von Schwarzenberg im Jahr 1506. Damals wurde unter anderem ein „Acker bey der awe Mühl“ genannt. Bereits im Jahr 1600 ist die Familie Hannemann als Besitzer der Mühle nachzuweisen. Sie besaßen das Grundstück bis ins Jahr 1968. Im Jahr 1817 ließ sich die Familie eine Lizenz ausstellen, wonach die Mühle nun zur Getreideherstellung umgewandelt wurde.
Mit dem Gemeindeedikt (frühes 19. Jahrhundert) wurde Schleifmühle dem Steuerdistrikt Geiselwind und der Ruralgemeinde Geiselwind zugeordnet.
Die Mühle wurde später als Lohmühle weiterbetrieben, blieb allerdings nur sehr kurz in Betrieb und wurde vor 1900 wieder aufgegeben. Nun etablierten die Hannemanns auf den 16 ha umfassenden Wald- und Feldfluren um das Anwesen eine große Tierhaltung in Gebäuden mit Holzleichtbauweise. Mit der Einheirat von Wilhelm Klein im Jahr 1934 wurde die Tierhaltung aufgegeben. In den 1960er Jahren erwarb der Rentner Franz Trosbach die großen Ländereien um die Mühle und plante hier einen internationalen Campingplatz zu etablieren aus dem sich später das Freizeit-Land entwickelte.

### Ehemaliges Baudenkmal
- Ehemalige Mühle. Erdgeschossiger verputzter Massivbau mit Halbwalmdach auf profilierter Holztraufe. Sieben zu drei Achsen. Im Türsturz bezeichnet „GH / 1862“.[11]

### Einwohnerentwicklung
| Jahr      | 001818 | 001840 | 001861 | 001871 | 001885 | 001900 | 001925 | 001950 | 001961 | 001970 | 001987 |
| Einwohner | 5      | 6      | 2      | 10     | 5      | 6      | 7      | 10     | 7      | 2      | 0      |
| Häuser    | 1      | 1      |        |        | 1      | 1      | 1      | 1      | 1      |        | 0      |
| Quelle    | [ 7 ]  | [ 13 ] | [ 14 ] | [ 15 ] | [ 16 ] | [ 17 ] | [ 18 ] | [ 19 ] | [ 20 ] | [ 21 ] | [ 22 ] |

## Religion
Schleifmühle ist römisch-katholisch geprägt und bis heute nach St. Burkard (Geiselwind) gepfarrt.